# Аррибас, Серхио
Се́рхио Арри́бас Ка́льво (исп. Sergio Arribas Cálvo; 30 сентября 2001, Мадрид) — испанский футболист, атакующий полузащитник клуба «Альмерия».

## Футбольная карьера
Уроженец Мадрида, Аррибас начинал заниматься футболом в команде «Перес Гальдос». В 2012 году, после двух лет в академии «Леганеса», перешёл в систему мадридского «Реала», прошёл юношеские команды всех возрастов.
25 августа 2020 года вместе с юношеской командой «бланкос» до 19 лет стал победителем Юношеской лиги УЕФА, обыграв в финале сверстников из португальской «Бенфики».
С сезона 2020/21 присоединился к «Кастилье», резервной команде под руководством Рауля. Свой первый гол за фарм-клуб забил 29 ноября 2020 года в выездном матче Сегунды Б — группа 5 против «Побленсе» (2:2), позволив тем самым уйти от поражения. 20 сентября дебютировал за первую команду в Примере, выйдя на замену на 90-й минуте вместо Винисиуса Жуниора в матче против клуба «Реал Сосьедад» (0:0). Дебют в групповом этапе Лиги чемпионов УЕФА пришёлся на ответный матч против мёнхенгладбахской «Боруссии» (2:0).
8 февраля 2023 года в полуфинальном матче Клубного чемпионата мира 2022 в Марокко Аррибас вышел на поле вместо Винисиуса Жуниора на последних минутах компенсированного времени и отметился первым забитым мячом за основную команду «бланкос».

## Достижения
- Победитель Юношеской лиги УЕФА: 2019/20
- Победитель Клубного чемпионата мира: 2022